# 14K
14K (十四KS) è una triade con sede a Hong Kong, attiva a livello internazionale. È la seconda triade più grande in Cina con circa 20 000 membri divisi in 30 sottogruppi. Sono i principali rivali dei Sun Yee On, che è la triade più grande.
Sono coinvolti in traffici di droga su larga scala, per lo più eroina e oppio, gioco d'azzardo illegale, riciclaggio di denaro, omicidio, traffico di armi, prostituzione, traffico di esseri umani, contraffazione e estorsione.

## Storia
Nacque da un generale del Kuomintang: Kot Siu-wong a Canton in Cina nel 1945 come un gruppo d'azione anticomunista.
Il gruppo nel 1949 si riposiziona ad Hong Kong.
In origine il gruppo era composta da 14 membri che facevano parte del Kuomintang e da cui deriva il nome 14K, anche se altri fanno risalire il nome al numero 14 del palazzo usato come quartier generale mentre la "K" starebbe per Kowloon (quartiere di Hong Kong).
Successivamente la triade si è espansa nella Cina continentale, anche per evitare i controlli di Polizia.
Nell'agosto 2008 i 14K furono presumibilmente coinvolti in sequestri di alto profilo nei confronti di famiglie cinesi in Nuova Zelanda, vicino Papatoetoe, Auckland, per richiedere un riscatto.
Furono scoperti prima che il riscatto venisse pagato.